# Faktura VAT RR
Faktura VAT RR – faktura dokumentująca nabycie produktów rolnych przez czynnego podatnika VAT od dostawcy, który jest rolnikiem ryczałtowym zwolnionym od podatku od towarów i usług na podstawie art. 43 ust. 1 pkt 3 ustawy o podatku od towarów i usług.
Faktura VAT RR jest wystawiana przez nabywcę towarów, w dwóch egzemplarzach. Oryginał otrzymuje dostawca, a kopię nabywca. Faktura VAT RR zawiera m.in. dane dostawcy i nabywcy, informacje o produktach rolnych będących przedmiotem transakcji wraz z określeniem ich wartości, stawkę zryczałtowanego zwrotu podatku oraz podpisane oświadczenie dostawcy produktów rolnych w brzmieniu:

Oświadczam, że jestem rolnikiem ryczałtowym zwolnionym od podatku od towarów i usług na podstawie art. 43 ust. 1 pkt 3 ustawy o podatku od towarów i usług.

Szczegółowe procedury dotyczące rolników ryczałtowych zawierają art.115, 116, 117 i 118 ustawy z 11 marca 2004 r. o podatku od towarów i usług (Dz.U. Nr 54. poz. 535 ze zm.). Stawka podatku na dostawy produktów rolnych wynosi 7% (od 01.01.2011 do 31.12.2013, po tym okresie 6,5%, zmianę stawki ogłoszono w ustawie z dnia 26 listopada 2010 r. o zmianie niektórych ustaw związanych z realizacją ustawy budżetowej, Dz.U. Nr 238, poz. 1578), w zamyśle ustawodawcy ma być to częściowy zwrot (rekompensata) podatku za nabywane i opodatkowane środki produkcji wykorzystywane do produkcji produktów rolnych. Nabywca dolicza 7% VAT do ceny uzgodnionej z rolnikiem ryczałtowym, wystawia fakturę RR, jeśli płaci gotówką to nie ma prawa odliczenia podatku naliczonego. Jeśli zobowiązanie wynikające z faktury RR jest zapłacone przelewem na konto rolnika ryczałtowego w terminie nie później niż 14 dni (chyba że rolnik zawarł umowę z podmiotem i określił inny termin), nabywca będzie mógł odliczyć VAT naliczony w miesiącu, w którym dokonano zapłaty.
Dokument potwierdzający transakcję może wystawić tylko i wyłącznie nabywca produktów lub usług oraz musi dodatkowo spełnić trzy warunki:
1. Zakupione towary lub usługi są wymienione w Załączniku nr 2 do Ustawy o VAT.
2. Nabywcą jest przedsiębiorca, który jest czynnym podatnikiem VAT.
3. Sprzedawcą jest rolnik ryczałtowy.

Dokument potwierdzający nabycie produktów lub usług od rolnika, musi zawierać podstawowe dane, które wymagane są przez przepisy prawa – powinien zawierać:
- imię i nazwisko lub nazwę albo nazwę skróconą dostawcy i nabywcy oraz ich adresy;
- numer identyfikacji podatkowej lub numer PESEL dostawcy i nabywcy;
- numer dowodu osobistego dostawcy lub innego dokumentu stwierdzającego jego tożsamość, datę wydania tego dokumentu i nazwę organu, który wydał dokument, jeżeli rolnik ryczałtowy dokonujący dostawy produktów rolnych jest osobą fizyczną;
- datę dokonania nabycia oraz datę wystawienia i numer kolejny faktury;
- nazwy nabytych produktów rolnych;
- jednostkę miary i ilość nabytych produktów rolnych oraz oznaczenie (opis) klasy lub jakości tych produktów;
- cenę jednostkową nabytego produktu rolnego bez kwoty zryczałtowanego zwrotu podatku;
- wartość nabytych produktów rolnych bez kwoty zryczałtowanego zwrotu podatku;
- stawkę zryczałtowanego zwrotu podatku;
- kwotę zryczałtowanego zwrotu podatku od wartości nabytych produktów rolnych;
- wartość nabytych produktów rolnych wraz z kwotą zryczałtowanego zwrotu podatku;
- kwotę należności ogółem wraz z kwotą zryczałtowanego zwrotu podatku, wyrażoną cyfrowo i słownie;
- czytelne podpisy osób uprawnionych do wystawienia i otrzymania faktury lub podpisy oraz imiona i nazwiska tych osób.
- Dodatkowo: obowiązkowo na dokumencie Faktury RR, musi znaleźć się informacja z oświadczeniem – art. 116 ust. 2.[1]